# اوجی‌ایه یوکیهیرا
اوجی‌ایه یوکیهیرا ((به ژاپنی: 氏家 行広 Ujiie Yukihiro)؛ ۱۵۴۶ – ۴ ژوئن ۱۶۱۵) سامورایی اهل ژاپن بود.